# Долина Рефаимов
Долина Рефаимов или Рефаимская долина (ивр. עמק רפאים‎, Emeq Rephaim, «долина исполинов»), описана в Библии как плодородная и богатая хлебными полями долина Ис. 17:5 на границе уделов Иуды и Вениамина (Нав. 15:8 — 18:16), между Иерусалимом и Вифлеемом (ср. 1Пар. 11:15 — 15—18).
Здесь израильтяне под предводительством Давида вступали в сражения и неоднократно одерживали победы над филистимлянами (Нав. 5:17, 23:13 и далее; 1Пар. 11:15, 14:9 и далее).
Рефаимами называли исполинов, исконных жителей древней Палестины. Среди них Сихон и Ог, цари аморрейский и башанский (васанский) побеждённые Израилем. Ог, побежденный евреями под руководством Моисея, назван в Библии последним из рефаимов. Позднее это место стало называться по-арабски Эль-Бака или Эль-Бекаа (новоевр. Эмек-Рефаим или Эмек Рефаим).
Около её южной границы расположен монастырь Илии (см. Ваал-Перацим). В долине Рефаимов были найдены остатки сооружений, относящихся к каменному веку.